# 다미안 프라스
다미안 프라스(슬로베니아어: Damjan Fras, 1973년 2월 11일 ~ )는 슬로베니아의 스키점프 선수로 2002년 동계 올림픽에서 라지힐 단체전 동메달을 획득한 슬로베니아 국가대표팀의 일원이다. 1997-98 시즌 콘티넨털컵에서 3위에 올랐으며, 알펜컵에서 1회 우승했다.